# Gilberto Penayo
Benigno Gilberto Penayo Ortiz (Asunción, 1933. április 3. – 2020. október 27.) paraguayi labdarúgócsatár.
A paraguayi válogatott tagjaként részt vett az 1958-as labdarúgó-világbajnokságon.